# Elise Paschen
Elise Paschen (Chicago, Illinois, 1959) és una escriptora nord-americana membre registrada de la Nació Osage.

## Biografia
Era filla de la prima ballerina, Maria Tallchief, i del contractista de Chicago Henry D. Paschen. Es va criar a Chicago, Illinois, va estudiar a la Francis W. Parker School i es graduà a la Universitat Harvard. Posteriorment es doctorà en literatura britànica i americana del segle XX a la Universitat d'Oxford.
Ha estat cofundadora i coeditora de Poetry in Motion, un programa que col·loca cartells de poesia a les estacions de metro i autobús arreu del país program. Ha estat directora executiva de la Poetry Society of America del 1988 al 2001 i ha editat nombroses antologies, incloent el best-sellers del New York Times Poetry Speaks i Poetry Speaks Who I Am. Ha estat la poeta representant d'Illinois al Festival Nacional del Llibre en setembre de 2006 i ha estat la Poetessa Llorejada de Three Oaks, Michigan. Ensenya al Programa d'Escriptura MFA del School of the Art Institute of Chicago. Viu a Chicago amb el seu marit, Stuart Brainerd, i llurs dos fills.
Els seus llibres de poesia inclouen el recent Bestiary i Houses: Coasts and Infidelities, guanyador del premi Nicholas Roerich Poetry. Els seus poemes han estat publicats a The New Yorker, The New Republic, Ploughshares i Shenandoah.

## Premis
- Premi Nicholas Roerich Poetrye, per Infidelities

## Obres
- Houses: Coasts (Sycamore Press, Oxford, 1985)
- Infidelities (Story Line Press, 1996)
- Bestiary (Red Hen Press, 2009)[3]

### Antologies dels seus poemes
- Reinventing the Enemy’s Language: Contemporary Native Women's Writings of North America (1997)
- Ravishing DisUnities: Real Ghazals in English (2000)
- The POETRY Anthology, 1912—2002 (2002)
- A Formal Feeling Comes: Poems in Form by Contemporary Women (2007)

### Editor o co-editor
- Poetry in Motion (1996)
- Poetry Speaks (2001)
- Poetry in Motion from Coast to Coast (2002)[4]
- Poetry Speaks to Children (2005)[5]
- Poetry Speaks Expanded (2007)[6]
- Poetry Speaks Who I Am (2010)[7]